# Liste der Mitglieder des gambischen Parlaments (2007–2012)
Dies ist eine Liste der Mitglieder des gambischen Parlaments (2007–2012). Das Parlament im westafrikanischen Staat Gambia bestand aus 53 Mitgliedern. 48 Kandidaten wurden bei den Parlamentswahlen 2007 direkt gewählt, fünf weitere Mitglieder wurden vom Präsidenten ernannt.

## Mitglieder des Parlaments

### Gewählte Mitglieder des Parlaments
|  | Name                               | Partei | Wahlkreis          | Verwaltungseinheit | Anmerkung                                      |
|  | ---------------------------------- | ------ | ------------------ | ------------------ | ---------------------------------------------- |
|  | Alhagi Sillah                      | APRC   | Banjul North       | Banjul             |                                                |
|  | Abdoulie Saine                     | APRC   | Banjul Central     | Banjul             |                                                |
|  | Baboucarr S. Nyang                 | APRC   | Banjul South       | Banjul             |                                                |
|  | Kalifa Jammeh                      | APRC   | Bakau              | Kanifing           |                                                |
|  | Haddy Jagne                        | APRC   | Jeshwang           | Kanifing           |                                                |
|  | Sulayman Joof                      | APRC   | Serekunda West     | Kanifing           |                                                |
|  | Fabakary Tombong Jatta (* 1952)    | APRC   | Serekunda East     | Kanifing           | AU 2004–2009, AU 2009–2014                     |
|  | Ousainou Sainey Jaiteh             | APRC   | Serekunda Central  | Kanifing           |                                                |
|  | Adama Cham                         | APRC   | Kombo North        | Brikama            |                                                |
|  | Paul L. Mendy (1958–2013)          | APRC   | Kombo South        | Brikama            |                                                |
|  | Abdou F. H. S. Jarjue              | APRC   | Kombo Central      | Brikama            |                                                |
|  | Lamin M. M. Bojang († 2011)        | APRC   | Kombo East         | Brikama            | verstorben 2011, Nachfolger: vakant            |
|  | Bintanding Jarjue (* 1957)         | APRC   | Foni Berefet       | Brikama            | AU 2004–2009, AU 2009–2014                     |
|  | Ebrima Jammeh (* 1972)             | Unabh. | Foni Bintang       | Brikama            |                                                |
|  | Sheriff Abba Sanyang               | APRC   | Foni Kansala       | Brikama            |                                                |
|  | Matarr Kujabi (* 1969)             | APRC   | Foni Bondali       | Brikama            |                                                |
|  | Borrie L. S. B. Kolley             | APRC   | Foni Jarrol        | Brikama            |                                                |
|  | Momodou L. K. Sanneh (* 1942)      | UDP    | Kiang West         | Mansa Konko        |                                                |
|  | Babanding K. K. Daffeh (1954–2015) | UDP    | Kiang Central      | Mansa Konko        |                                                |
|  | Bora B. Mass (* 1972)              | APRC   | Kiang East         | Mansa Konko        |                                                |
|  | Njai Darboe                        | APRC   | Jarra West         | Mansa Konko        |                                                |
|  | Pa Jallow                          | UDP    | Jarra Central      | Mansa Konko        |                                                |
|  | Bafaye Saidykhan (* 1971)          | APRC   | Jarra East         | Mansa Konko        |                                                |
|  | Cherno M. A. Cham                  | APRC   | Lower Niumi        | Kerewan            |                                                |
|  | Cherno Omar Jallow (* 1959)        | APRC   | Upper Niumi        | Kerewan            |                                                |
|  | Kebba Gaye                         | APRC   | Jokadu             | Kerewan            |                                                |
|  | Abdoulie Suku Singhateh (* 1970)   | APRC   | Lower Badibu       | Kerewan            |                                                |
|  | Momodou S. Touray                  | APRC   | Central Badibu     | Kerewan            |                                                |
|  | Lamin Kebba Jammeh (* 1963)        | APRC   | Illiasa            | Kerewan            |                                                |
|  | Ousman Bah (* 1969)                | APRC   | Sabach Sanjal      | Kerewan            |                                                |
|  | Kabba Touray                       | APRC   | Lower Saloum       | Janjanbureh        |                                                |
|  | Sainey Mbye (* 1973)               | APRC   | Upper Saloum       | Janjanbureh        |                                                |
|  | Dawda Manneh                       | APRC   | Nianija            | Janjanbureh        | ausgeschieden 2008, Nachfolger: Yaya Whan      |
|  | Yaya Whan                          | APRC   | Nianija            | Janjanbureh        | nachgewählt 2008 für: Dawda Manneh             |
|  | Ebrima Manneh                      | APRC   | Niani              | Janjanbureh        |                                                |
|  | Lamin Ceesay                       | UDP    | Sami               | Janjanbureh        |                                                |
|  | Essa Saidykhan                     | APRC   | Niamina Dankunku   | Janjanbureh        |                                                |
|  | Lamin Jadama (* 1963)              | APRC   | Niamina West       | Janjanbureh        |                                                |
|  | Foday A. Jallow (* 1975)           | APRC   | Niamina East       | Janjanbureh        |                                                |
|  | Yerro M. C. Mballow                | APRC   | Lower Fulladu West | Janjanbureh        |                                                |
|  | Muhammadu M. Jallow                | APRC   | Upper Fulladu West | Janjanbureh        |                                                |
|  | Foday Jibani Manka (1942–2014)     | APRC   | Janjanbureh        | Janjanbureh        |                                                |
|  | Mamma Kandeh (* 1965)              | APRC   | Jimara             | Basse              | AU 2004–2009, AU 2009–2014                     |
|  | Momodou Sellou Bah                 | APRC   | Basse              | Basse              |                                                |
|  | Netty Baldeh                       | APRC   | Tumana             | Basse              |                                                |
|  | Saikou Suso (* 1959)               | APRC   | Kantora            | Basse              |                                                |
|  | Sidia Sana Jatta (* 1945)          | NADD   | Wuli West          | Basse              | AU 2009–2014                                   |
|  | Bekai Camara (1968–2011)           | APRC   | Wuli East          | Basse              | verstorben 2011, Nachfolger: Saidou V. Sabally |
|  | Saidou V. Sabally (* 1968)         | APRC   | Wuli East          | Basse              | nachgewählt 2011 für: Bekai Camara             |
|  | Abdoulie Kanagi Jawla (* 1956)     | APRC   | Sandu              | Basse              | AU 2009–2014                                   |

### Ernannte Mitglieder des Parlaments
Fünf weitere Mitglieder des Parlaments wurden ernannt.
| Name                               | Partei | Anmerkung                                         |
| ---------------------------------- | ------ | ------------------------------------------------- |
| Fatoumatta Jahumpa-Ceesay (* 1957) | APRC   | ausgeschieden 2007, Nachfolger: Abdoulie Bojang   |
| Abdoulie Bojang (* 1960)           |        | nachnominiert 2007 für: Fatoumatta Jahumpa-Ceesay |
| Bala Musa Sanyang                  |        |                                                   |
| Seedy S. K. Njie                   |        | auch Sidi Njie                                    |
| Tina Faal (* 1952)                 |        |                                                   |
| Oley Sey                           |        | ausgeschieden 2008, Nachfolger: Saikouna Sanneh   |
| Saikouna Sanneh                    |        | nachnominiert 2008 für: Oley Sey                  |
| Elizabeth Renner (* 1946)          |        | ausgeschieden 2010, Nachfolger: Fatou Mbye        |
| Fatou Mbye                         |        | nachnominiert 2010 für: Elizabeth Renner          |

## Spezielle Funktionen
- Sprecher der Mehrheitsfraktion (englisch Majority Leader): Fabakary Tombong Jatta (APRC)
- Sprecher der Minderheitsfraktion (englisch Minority Leader): Momodou L. K. Sanneh (UDP)
- Parlamentssprecher: Fatoumatta Jahumpa-Ceesay, Elizabeth Renner, Abdoulie Bojang

### Veränderungen
|       | Wahlkreis          | Amtsinhaber   | Amtsinhaber               | Amtsinhaber | Amtsinhaber | Amtsinhaber        | Amtsnachfolger            | Amtsnachfolger    | Amtsnachfolger | Amtsnachfolger |
| Datum | Wahlkreis          | Name          | Partei                    | Partei      | Anmerkung   | Datum der Nachwahl | Name                      | Partei            | Partei         |                |
| ----- | ------------------ | ------------- | ------------------------- | ----------- | ----------- | ------------------ | ------------------------- | ----------------- | -------------- | -------------- |
| 1     | Ernanntes Mitglied | Apr. 2007     | Fatoumatta Jahumpa-Ceesay |             | APRC        | ausgeschieden      | (nachnominiert) Juni 2009 | Elizabeth Renner  |                | APRC           |
| 2     | Ernanntes Mitglied | 2008          | Oley Sey                  |             | APRC        | ausgeschieden      | (nachnominiert) 2008      | Saikouna Sanneh   |                | APRC           |
| 3     | Nianija            | 2008          | Dawda Manneh              |             | APRC        | ausgeschieden      | Dez. 2008                 | Yaya Whan         |                | APRC           |
| 4     | Ernanntes Mitglied | 3. Nov. 2010  | Elizabeth Renner          |             | APRC        | ausgeschieden      | Nov. 2010                 | Fatou Mbye        |                | APRC           |
| 5     | Wuli West          | März 2011     | Bekai Camara              |             | APRC        | verstorben         | Apr. 2011                 | Saidou V. Sabally |                | APRC           |
| 6     | Kombo East         | Apr. 2011     | Lamin M. M. Bojang        |             | APRC        | verstorben         |                           | vakant            |                |                |
| 7     | Lower Niumi        | 28. Okt. 2011 | Cherno M. A. Cham         |             | APRC        | ausgeschieden      |                           | vakant            |                |                |

## Abkürzungen
| APRC         | Alliance for Patriotic Reorientation and Construction  |
| UDP          | United Democratic Party                                |
| NADD         | National Alliance for Democracy and Development        |
| AU 2004–2009 | Abgeordneter des Panafrikanischen Parlaments 2004–2009 |
| AU 2009–2014 | Abgeordneter des Panafrikanischen Parlaments 2009–2014 |
| NAM          | National Assembly Member                               |